# Concours du jeune footballeur 1949
Le Concours du jeune footballeur 1949 s'est déroulé du samedi 7 mai 1949 au dimanche 8 mai 1949. Il y avait 73 participants. 
Le favori de l'édition 1949 était le niçois Antoine Bonifaci. 
Joueurs en italique = orthographe peu sûre. 

## Les participants
- Auvergne : Médrizat et Travaux (AS Fourchambault).
- Alger : Ferrari (AU Alger), Lorenzo (AS Saint-Eugène).
- Alsace : Jean-Claude Boehrer (FC Mulhouse), Renckly et Dollman (ASC Mulhouse), Reck (AS Mulhouse).
- Bourgogne : Léman (US Blanzy), Charles (FC Gueugnon).
- Centre : Habert (AS du Centre), Rousseau (AS Pithiviers).
- Centre Ouest : Saupin (GC Angoulême), Barreau (SO Châtellerault), Rousset et Atascal (CEP Poitiers).
- Constantine : Gabot.
- Corse : Léandre et Giulti.
- Franche-Comté : Fot et Tournier (FC Sochaux).
- Lorraine : Pasik (CS Blénod), Pasins (CS Saulnes), Marchal (SAS Épinal).
- Lyonnais : Faivre (US pont-de-Vaux), Sarin (JC Luizet), Edmond Gassmann (CO Roche-la-Molière), Rovo (AS Annemasse), Sargiacomo (Lyon olympique universitaire).
- Midi : Blusca et Besançon (ES Castres), Bouyastères (Toulouse FC (1937)).
- Maroc : Si Khamichi Mohamed et Oudin (RAG Casablanca)
- Nord: Taine et Fromeniel (Amiens AC), Devlaminck (CO Roubaix-Tourcoing), Kopaszewski et Tomaszewski (US Nœux-les-Mines).
- Nord-Est : Bombars et Sabatier (CA Venette), Vincent (O Rémois), Verreriers (Reims).
- Normandie : Crouillibois (FC Elbeuf), Desert et Tocqueville (FC Rouen), Lebail (US Tréfilerier), Levasseur (US Quevilly), Perchey (AS Trouville-Deauville).
- Ouest : Bourrigault (SCO Angers), Toupel (TA Rennes), Laurent (US Perros-Guirec), Souchet (Garde Saint-Ivry), Morvan (AS Brest), Aubert (Chalossière FC).
- Paris : Nosller (Gaziers de Banlieue), Morel (Racing Club de France Football), Djincharadge (Red Star), Legrand (CM Bourget), Roylles et Delplanque (Association Sportive Amicale).
- Sud-Est : Guérin (SVH Coder. Marseille), Mercier (SO Montpellier), Vintenon (Entente ASA Saint-Jean), Maggiani (Monaco), Vallauri et Antoine Bonifaci (OGC Nice).
- Sud-Ouest : Ferrand (Andernes Sports), Cheysac (Chantecler), Bernadet (Saint Blayas).
- Tunisie : Abdelhamid (Stade tunisien), Ali Bejaoui (ES Tunis).

## Classement du concours
1. Jean Saupin (Centre-Ouest), 56,125.
2. Raymond Kopa (Nord), 56,050.
3. Léandre (Corse), 54,350.
4. Pasik (Lorraine), 54,250.
5. Edmond Gassmann (Lyonnais), 54,200.
6. Ferrand (Sud-Ouest) et Habert (Centre), 53,450.
7. Nosller (Paris), 53,250.
8. Faivre (Lyonnais), 53,100.
9. Antoine Bonifaci (Sud-Est), 52,875.
10. Vincent (Nord-Est), 51,875.
11. Marchal (Lorraine), 51,575.
12. Capton (Normandie), 50,550.
13. Rousseau (Centre), 48,575.
14. Charles (Bourgogne), 48,250.

## Classement par ligues
1. Lyonnais.
2. Lorraine.
3. Centre.

## Sources
- « BONIFACI, favori du concours du Jeune Footballeur, qui débute ce matin à Colombes » in L'Équipe, samedi-dimanche 7-8 mai 1949, page 4.
- « L'Angoumoisin Saupin vainqueur du concours du Jeune footballeur... » in L'Équipe, lundi 9 mai 1949, page 5.